# Cronicombra essedaria
Cronicombra essedaria är en fjärilsart som beskrevs av Edward Meyrick 1926. Cronicombra essedaria ingår i släktet Cronicombra och familjen gnuggmalar. Inga underarter finns listade i Catalogue of Life.